# Who's Crying Now
Who's Crying Now è una canzone del gruppo musicale statunitense Journey, estratta come primo singolo dal loro album Escape nel luglio 1981. La canzone raggiunse il quarto posto della Billboard Hot 100. Fu inoltre il singolo di maggior successo del gruppo nel Regno Unito, prima del sesto posto di Don't Stop Believin'.

## Tracce
1. Who's Crying Now – 5:01
2. Mother, Father – 5:28

## Classifiche
| Classifica (1981)                | Posizione massima |
| -------------------------------- | ----------------- |
| Canada                           | 3                 |
| Regno Unito                      | 46                |
| Stati Uniti                      | 4                 |
| Stati Uniti (adult contemporary) | 14                |
| Stati Uniti (mainstream rock)    | 4                 |